# 안나 메이 유 라멘티요
안나 메이 유 라멘틸로(영어: Anna Mae Yu Lamentillo (i/ænə meɪ ju lə mɛnˈtɪloʊ/, 출생일: 1991년 2월 7일)는 필리핀 정부 관리자, 학자, 칼럼니스트이자 작가로, 2022년 11월부터 정보통신기술부 공공정보 및 외국 관계 부차관으로 근무하고 있다.  이전에는 동일 부처에서 공공정보 부차관으로 일했다.
라멘틸로는 2016년 12월 19일부터 2021년 10월 8일까지 국토 교통부의 ‘Build, Build, Build’동시에 '인프라 클러스터 통신위원회' 위원장을 맡았다. 공직에 들어가기 전인 2013년부터 2015년까지 그녀는 유엔개발계획(UNDP)과 유엔식량농업기구(FAO)의 하이언 긴급 대응 및 재건 프로그램 기간 동안 커뮤니케이션 컨설턴트로 일했다.
라멘틸로는 필리핀 로스 바노스 대학교(UPLB)에서 개발 커뮤니케이션학 학사 학위를 로 졸업하고, 동기 중 개발 저널리즘 전공의 최고 총평균 점수로 학부 우수상을 받았다. 또한 필리핀 디리만 대학교에서 법학 박사 학위를 취득했다.
그녀는 필리핀 해안경비대 보조대원(PCGA)으로 원스타(보조대장)의 직위를 맡고 있으며, 필리핀 육군 예비군으로 1위의 직위를 가지고 있으며, 필리핀 국립경찰학교(PNPA) 2006학번 Bagsay Lahi의 입양 회원이다. 또한, 2023년 VIP 보호 집행훈련(VIPPET)을 마친 후 대통령 경호단(PSG)의 일원으로 활동하고 있다..
그녀는 만니라 불렛과 바리타의 오피니언 섹션에서 매주 2회 칼럼을 작성하고 있다.

## 어린 시절과 교육
라멘티요는 1991년 2월 7일 일롱고 부모님, Manuel Lamentillo와 Elnora Yu 사이에 태어났다. 그녀는 대학교 시절 학생 리더였으며 UPLB에서 대학생회의 일원이었다. 대학 내 문화 및 예술 단체를 지원하고 환경 및 대중 문화에 대한 성원을 펼쳤다.
그녀는 2012년 필리핀 우수학생(The Outstanding Students of the Philippines, TOSP) 중 하나로 선발되었으며, 고등 교육의 요구에도 불구하고 자신의 학교와 지역사회에 봉사한 데 대해 칼라바르손에서 인정받았다.
 2012년에 그녀는 UPLB를 라틴 총장의 영예로 졸업하였으며, 그녀의 소속 학과의 졸업생 중 최고의 평균 학점을 받아 학문적 우수성을 인정받았다. 그녀는 직장인으로서 법학을 공부하였고, 2020년에 UP 딜리만 로스쿨에서 법학박사 학위를 받았다. 로스쿨과 국토교통부(DPWH) 근무 사이에 그녀는 2018년 하버드 케네디 스쿨에서 경제 발전에 대한 사업 수행 교육을 마쳤다. 현재 그녀는 런던 경제대학에서 도시 경영 석사 프로그램을 이수 중이다.

## 초기 경력

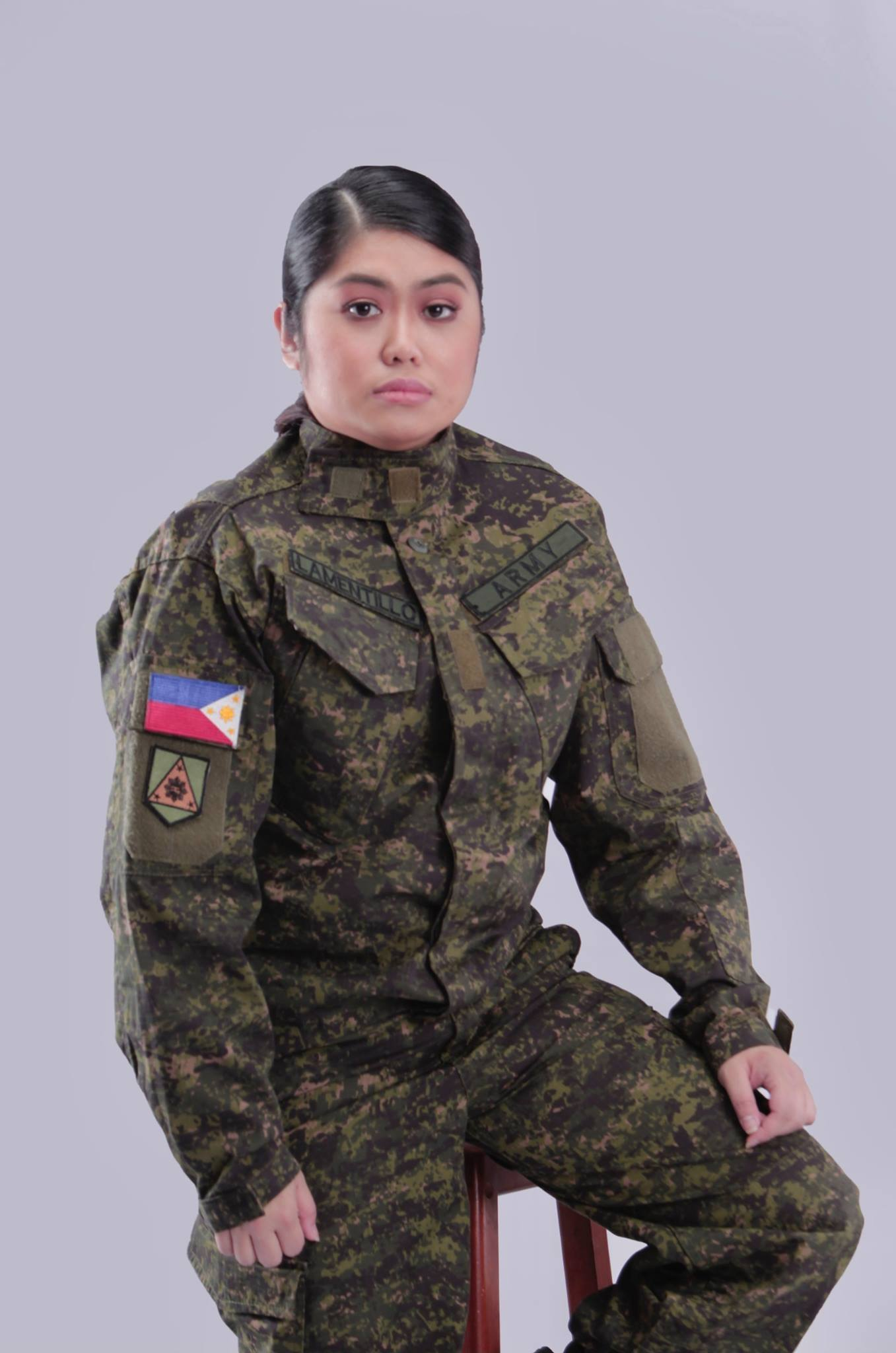
Philippine Army Reserve Anna Mae Yu Lamentillo

라멘티요는 직위를 높여가며 성장하였다. 그녀는 학사 학위를 취득하던 시절 18세에 기자로 일을 시작했다. GMA-7 뉴스 및 공공사업 부문의 일원으로 그녀는 라구나 주 전역의 이야기를 다루기 위해 배정되었다.
2012년에 그녀는 UNDP 및 FAO를 통해 유엔 체제의 일원이 되기로 한 기회를 추구하기 전에 입법 및 커뮤니케이션 스태프로서 로렌 레가르다 상원 의원의 참모진이 되었다.
그녀는 UNDP 및 FAO에 합류하여 하얀 태풍 긴급 대응 및 재건 프로그램을 실행하는 동안 참여했다. 그녀는 유엔의 수혜 지역 사회에 몰두하여 그들의 투쟁과 기관의 지원이 어떻게 그들의 회복을 지원할 수 있었는지 이해하였다. 라멘티요는 하이언 생존자들의 이야기를 기록했는데, 그 중 축구에 대한 애정이 그녀에게 일어설 힘을 주었던 마가렛 소싱의 이야기와 UNDP의 일자리 창출 프로그램을 통해 가족의 집과 고향인 산타페를 재건하는 데 도움을 준 트리니다드 바토-바로노의 이야기가 포함되어 있다..
2015년에 그녀는 당시 라스 피나스 대표 마크 빌라르의 하원 팀에서 입법 및 커뮤니케이션 책임자로 일할 것을 제안받았다. 그녀는 빌라르가 국토교통부 장관으로 임명될 때 또한 빌라르 팀에 합류하였다.

## 정부 관련 경력

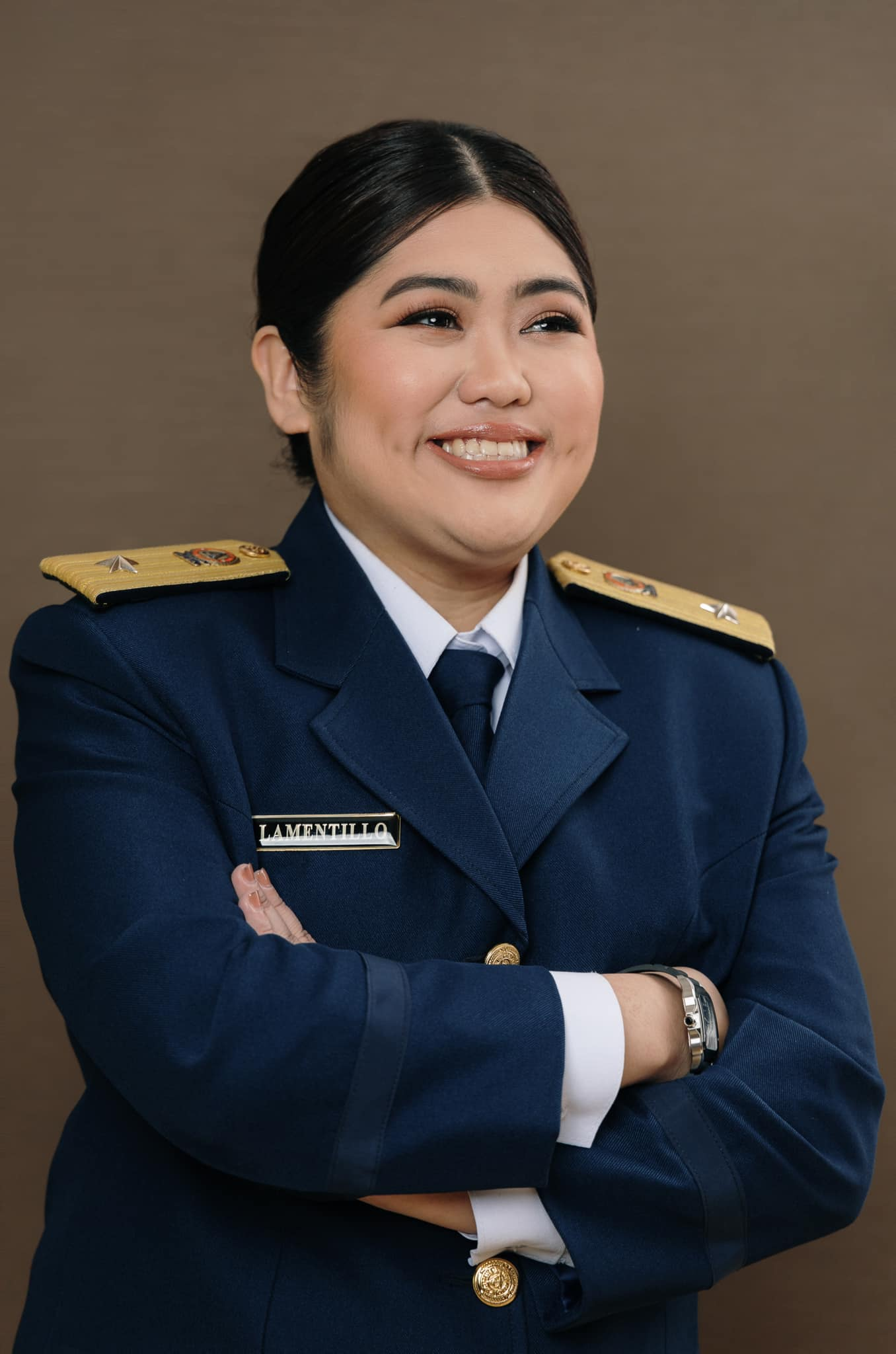
Philippine Coast Guard Auxiliary Commodore Anna Mae Yu Lamentillo

라멘티요는 국토교통부의 건설, 건설, 건설위원회의 위원장으로 활약했다.
그녀는 재정의 문제, 실행 지연 및 지적권 (ROW) 문제 해결을 목표로 한 것을 포함하여 장관이 도입한 개혁이 실행되도록 보장했다. 이 중에는 DPWH 프로젝트의 모니터링을 위해 드론 및 위성 기술을 도입하여 지오태깅 시스템을 통해 유령 프로젝트를 제거하는 것과 시스템에 입력된 사진을 촬영된 정확한 지리적 좌표에서 모니터링하기 위해 그림을 도식화하는 인프라트랙 앱 등이 있다.
DPWH는 두테르테 대통령 행정기간 동안 구체적으로 2016년부터 2021년까지 Build, Build, Build 프로그램 하에 총 29,264킬로미터의 도로, 5,950개의 다리, 11,340개의 방재사업, 222개의 대피소, 150,149개의 교실, 133개의 Kapayapaan at Seguridad를 위한 인프라구축(TIKAS) 사업, 및 739개의 코로나19 시설을 완공했다. 라멘티요는 이를 이룬 데에는 이러한 프로젝트에 참여한 650만 필리핀인 - 건설 노동자, 기술자, 건축가 및 정부 공무원들 - 에게 공로가 있다고 말한다.
2022년 8월, 그녀는 대통령 페르디난드 "봉봉" R. 마르코스 주니어 행정부에 의해 정보 통신 기술부(DICT) 부처 차관보로 임명되었다.  2개월 후에, 그녀는 해당 부처의 부처장보로 승진되었다.
그녀는 부처의 전략적 커뮤니케이션 및 미디어, 국제 관계 및 입법 사안을 담당했다. 그녀는 공공-민간 파트너십 및 외국 지원 프로젝트를 책임지고 있으며, 또한 해당 부처의 대변인이자 대통령 및 내각의 지시에 대한 중점적 책임자이다.
다른 나라들과의 디지털 협력을 더욱 강화하기 위해 라멘티요는 싱가포르, 일본, 중국, 미국뿐만 아니라 스페인, 영국, 덴마크, 아일랜드, 벨기에, 말레이시아 등 다른 나라들의 주재 대사와 외교 관료들과 회동했다.
2023년 2월, 필리핀은 동남아시아 국가 연합 (ASEAN) 디지털 고위관리자 회의 (ADGSOM) 및 디지털 장관 회의 (ADGMIN)의 의장국으로 역할을 맡았으며, 이에 따라 DICT는 보라카이 섬에서 개최된 제3차 ADGSOM 및 ADGMIN을 주최했으며, 라멘티요는 필리핀의 담당 대표로서 참가했다.
그녀는 2023년 3월, 필리핀을 대표하여 뉴욕 미국 유엔 본부에서 열린 제67차 여성 지위 위원회 (CSW67)에 참석한 여성 지도자들 가운데 한 명이었다. 그녀는 유엔 회원국 및 다른 개발 파트너들과 토론하면서 디지털 포용과 성 평등을 추구했다. 그녀는 필리핀 정부, 특히 DICT의 디지털 성 차별 해소를 위한 노력을 소개했다. 라멘틸로는 공직 생활에서도 의사소통이 중요한 구성 요소이다. 그녀는 국가 기관 두 곳, 국토교통부 및 정보통신기술부 대변인으로 활약했다.
그녀는 DICT 대변인으로 활동하던 시기에 RP Mission and Development Foundation Inc. (RPMD)이 실시한 국가 기관 대변인 조사에서 두 차례 연이어 1위를 차지했다. 그녀는 RPMD의 2022년 11월 27일부터 12월 2일 조사에서 88%의 성과 평가를 받았으며, 2023년 2월 25일부터 3월 8일 조사에서는 89%를 받았다.

## 출판물

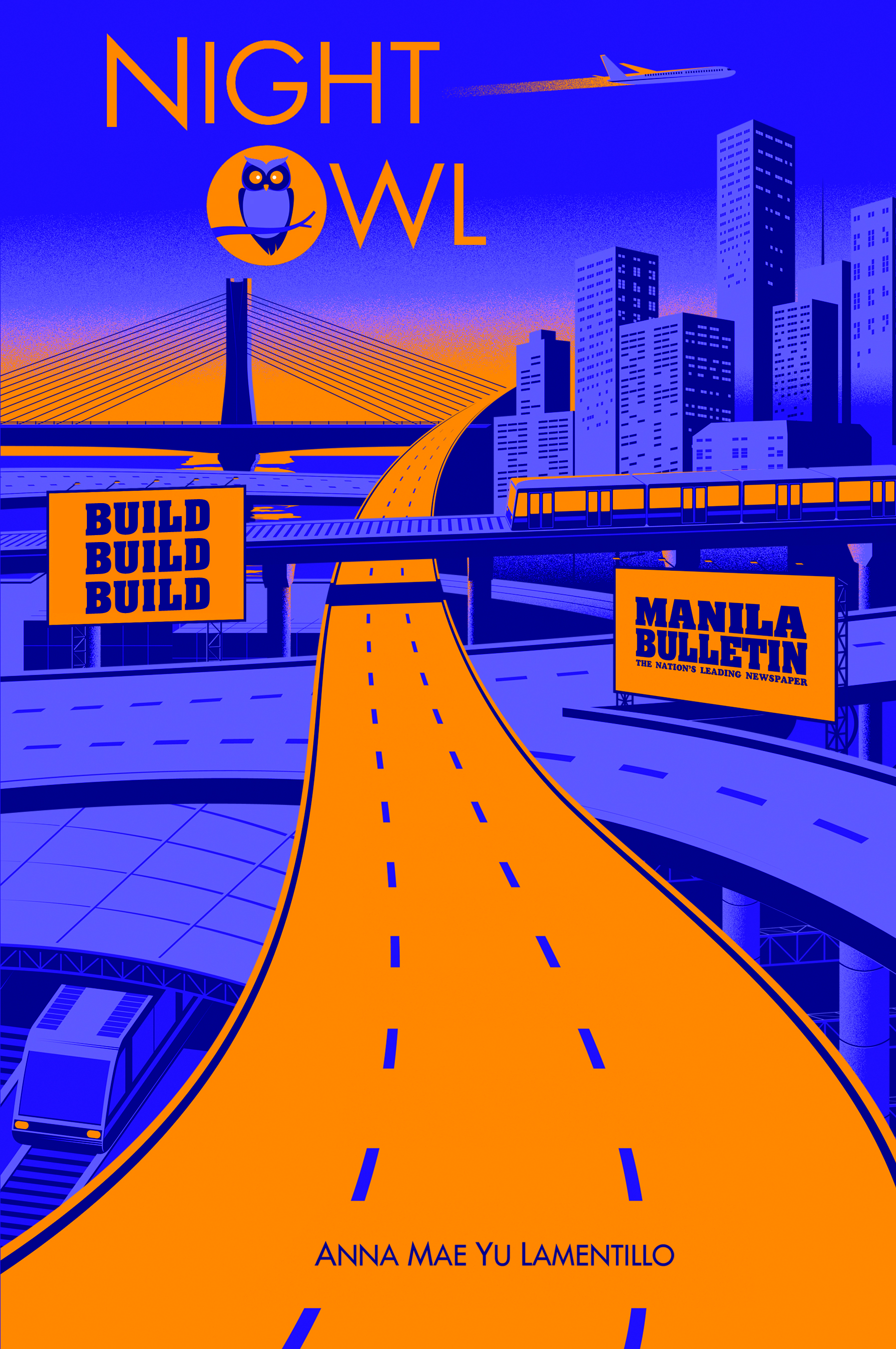
Night Owl: A Nationbuilder's Manual

2015년부터 Lamentillo는 Manila Bulletin의 오피니언-에디토리얼 섹션에서 칼럼을 유지해 왔다. 거기서 그녀는 현재의 이슈를 논의하고 다양한 정치적 및 사회경제적 국가 및 국제 문제에 대해 심층적인 분석을 제시하며 다른 이들에게 영감을 줄 수 있는 이야기를 소개한다. 그녀는 또한 Balita, People Asia, 그리고 Esquire 잡지의 칼럼니스트이다.
2021년 12월 10일에 Lamentillo은(는) 그녀의 첫 번째 책인 " 올빼미: 나라 건설자의 매뉴얼"을 저술했다. 이 책은 매달린 빈텍의 칼럼과 동일한 제목을 가지고 있다. 이 책은 필리핀 18개 지역에 걸친 중요 인프라 프로젝트인 'Build, Build, Build' 프로그램과 그 실행에 대해 심층적으로 다룬다. 그녀는 스카이웨이, NLEX 커넥터, 메트로 마닐라 지하철, 바탄-카비테 인터링크 다리 등 국가의 18개 지역에 걸친 주요 인프라 프로젝트에 대한 세부 정보를 제공한다. 또한, 그녀는 필리핀의 인프라 프로그램에 대한 주요 정보를 제시하며 EDSA 혼잡 완화 프로그램, 루손 스파인 고속도로 프로젝트, 메가 다리 마스터 플랜, 메트로 마닐라 물류 네트워크, 그리고 민다나오 도로 개발 네트워크에 대해 날카로운 분석을 제시한다.
이 책의 두 번째 판에는 본보 마르코스 행정부의 "더 나은 더 많은" 움직임에 대한 새로운 챕터가 포함되어 있다. 이 책은 2023년에 전 대통령 로드리고 두테르테와 글로리아 마카파갈-아로요의 참석 아래 공식적으로 출간되었다. 이 책은 이후 타갈로그어, 비사야어, 이로카노어, 힐리가이논어로 번역되었다.